# Géza Lakatos

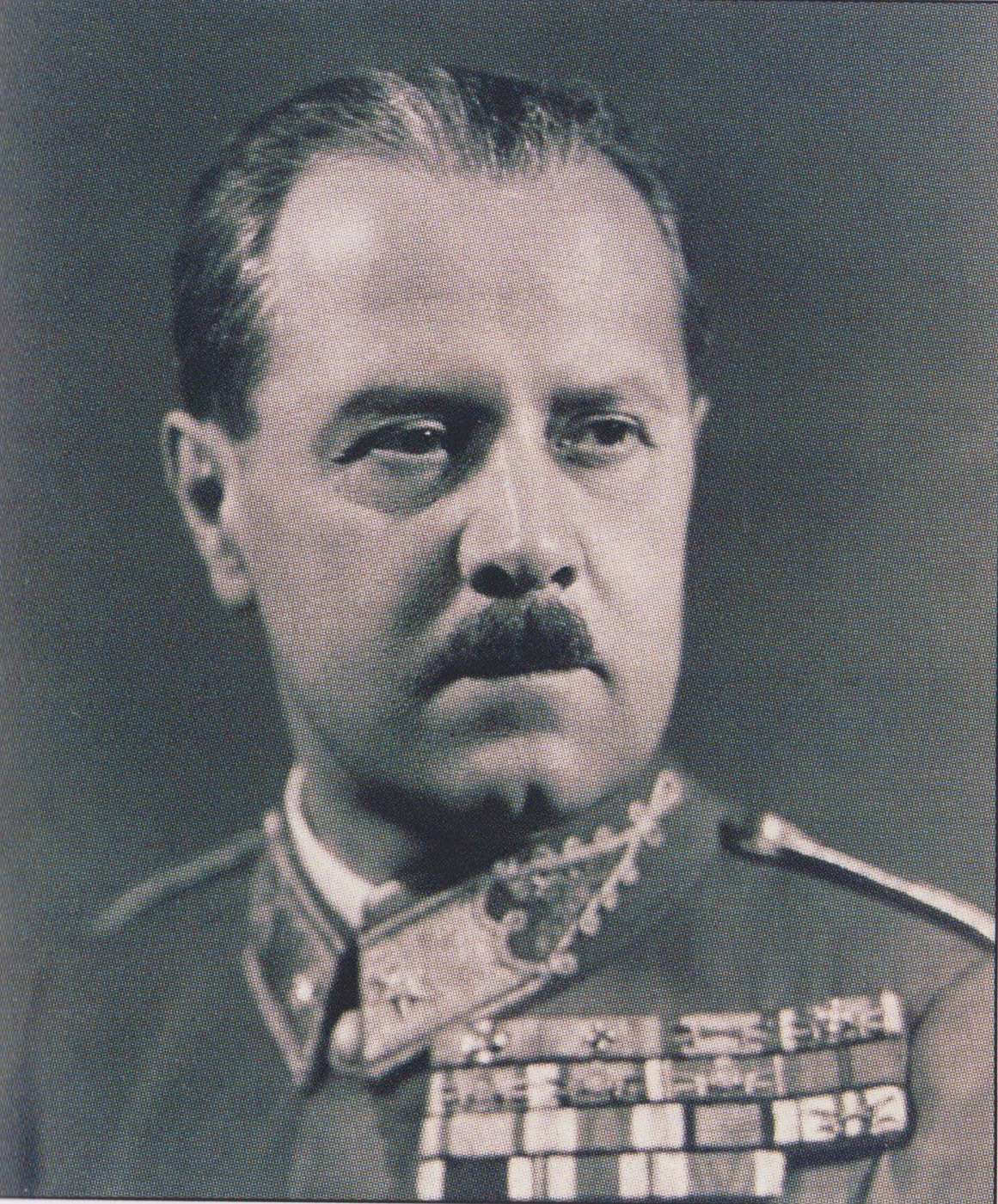
Géza Lakatos (1940)

Vitéz lófő Géza Lakatos von Csíkszentsimon (ungar. vitéz lófő csíkszentsimoni Lakatos Géza; * 30. April 1890 in Budapest; † 24. Mai 1967 in Adelaide) war österreichisch-ungarischer und ungarischer Offizier der ungarischen Streitkräfte im Ersten und Zweiten Weltkrieg. Zuletzt hatte er den Rang eines Generalobersts inne. In diesem Dienstrang amtierte er unter der Regierung von Miklós Horthy anderthalb Monate im Jahr 1944 als Premierminister Ungarns. Lakatos war Inhaber des Ritterkreuzes des Eisernen Kreuzes, welches nur an acht ungarische Staatsangehörige verliehen wurde. Nach dem Krieg wurde Lakatos in der Volksrepublik Ungarn geächtet. Daraufhin nutzte er 1965 eine Reise nach Australien zur Emigration.

## Biografie

### Österreich-Ungarn und Erster Weltkrieg
Lakatos wurde am 30. April 1890 als Zwillingssohn einer gutbürgerlichen Familie in Budapest geboren. Sein Zwillingsbruder hieß Kálmán. Beide Brüder besuchten zunächst das Piaristen-Gymnasium, ehe der frühe Tod ihres Vaters sie zwang, an die Honvéd-Hauptrealschule in Sopron zu wechseln. Nach deren Beendigung bewarben sich beide Brüder um die Aufnahme an der Ludovika-Akademie. Nach deren erfolgreichem Abschluss wurden sowohl Géza als auch Kálmán am 18. August 1910 zu Leutnants befördert. Beide Brüder wurden an diesem Tag in das königlich-ungarische 1. Infanterie-Regiment versetzt. 1912 wechselte Géza Lakatos in das königlich-ungarische 14. Infanterie-Regiment über, wo er bis 1913 zusammen mit seinem Bruder die Höhere Offiziersschule für Honvédoffiziere in Wien besuchte. 1913 kehrte Lakatos zum königlich-ungarischen 1. Infanterie-Regiment zurück und wurde am 1. August 1914 zum Oberleutnant befördert. Der Ausbruch des Ersten Weltkrieges trennte die Zwillingsbrüder.
Im September 1914 fiel sein Zwillingsbruder Kálmán. Obwohl man noch lange nach den sterblichen Überresten seines Bruders suchte, wurde dieser nicht gefunden. Lakatos wurde im selben Jahr an der Ostfront durch Bauchschuss verwundet. Nach seiner Genesung wurde er am 22. Dezember 1914 zum königlich-ungarischen 1. Honvéd-Bezirkskommando versetzt, in welchem er bis Ende April 1915 verblieb. Anschließend war er bis Mitte Juli 1915 Stabsoffizier in der königlich-ungarischen 128. Honvéd-Infanterie-Brigade, wo er in der dortigen Spionageabwehr tätig war. Ab 14. Juli 1915 erfolgte seine Verwendung als Stabsoffizier bei der königlich-ungarischen 38. Honvéd-Infanterie-Division. Ab Dezember 1916, über das Kriegsende hinaus, fungierte er sodann als Verbindungsoffizier zur deutschen Armee. Hier war Lakatos bereits am 1. Mai 1917 zum Hauptmann im Generalstab befördert worden.
Nach dem Ersten Weltkrieg diente Lakatos als Adjutant beim Oberbefehlshaber der ungarischen Roten Armee Vilmos Böhm sowie von September 1919 bis Oktober 1920 als Stabschef des Oberbefehlshabers der ungarischen Polizei in Budapest.

### Ära Horthy und Zweiter Weltkrieg
Nach seinem Polizeidienst besuchte Lakatos bis 1921 die Militärakademie in Budapest. Anschließend fungierte er bis 1923 als Professor an der Ludovika-Akademie. Dort lehrte er Kriegsführung und Armeeorganisation. 1923 erfolgte sein Wechsel zum Kriegsministerium, wo er bis Mai 1928 in verschiedenen Abteilungen eingesetzt war. Hier erfolgte am 1. Mai 1925 Lakatos’ Beförderung zum Major. 1925 erhielt er ferner den Ehrentitel Vitez. Vom 7. Mai 1928 bis 16. April 1934 war Lakatos Militärattaché an der königlich-ungarischen Botschaft in Prag. Während dieser Zeit wurde er am 1. Mai 1929 zum Oberstleutnant befördert. Nach seiner Rückkehr nach Ungarn, wurde Lakatos zum königlich-ungarischen 13. Honvéd-Infanterie-Regiment „Görgey Artúr“ kommandiert, wo am 1. November 1934 seine Beförderung zum Oberst erfolgte. Zum 1. Mai 1934 schied Lakatos aus diesem Regiment aus und wurde zugleich zum Chef des Generalstabes der 7. gemischten Brigade ernannt, eine Funktion, die Lakatos bis zum 1. Mai 1938 innehatte. Danach befehligte er bis Anfang März 1940, seit 1. November 1939 im Rang eines Generalmajors, die 1. gemischte Brigade sowie zugleich als Kommandeur die 3. Honvéd-Infanterie-Brigade.
Danach war er von März 1940 bis Anfang August 1941 Chef des Generalstabes der 2. Ungarischen Armee. Am 1. August 1941 erfolgte seine Ernennung zum Kommandierenden General des VIII. Korps in Kassa, wo er am 1. November 1941 zum Generalleutnant befördert wurde. Am 1. Mai 1943 wurde Lakatos zum Befehlshaber der ungarischen Besatzungstruppen in der Sowjetunion ernannt. Gefechtsstand war Kiew. Für die Sicherung des rückwärtigen Armeegebietes unterstanden Lakatos neun Divisionen. Primäraufgabe war dabei die Sicherung von Verkehrswegen und Brücken. Zum 1. August 1943 gab Lakatos dieses Kommando ab und wurde, unter gleichzeitiger Beförderung zum Generaloberst an diesem Tag, zum Oberbefehlshaber der 2. Ungarischen Armee ernannt. Die 2. Armee befand sich zu diesem Zeitpunkt in einem desolaten Zustand. Lakatos erwirkte ein Gespräch mit Hitler persönlich, in dessen Verlauf er sich erhoffte, eine Verbesserung seiner Armee zu erreichen. Das Gespräch fand am 9. März 1944 statt. Hitler versprach eine Besserung, die jedoch nicht erfüllt wurde. Stattdessen wurden die ungarischen Einheiten aus Lakatos’ Armee zur Stabilisierung der deutschen Fronten rekrutiert. Zum 1. April 1944 wurde Lakatos zum Oberbefehlshaber der 1. Ungarischen Armee ernannt, die er allerdings nur bis zum 26. Mai 1944 befehligte. Bereits am 5. Mai 1944 wurde Lakatos vom Verteidigungsminister Cstay informiert, dass er für ein politisches Amt vorgesehen sei. Das Kommando der 1. Armee übernahm Generaloberst Károly Beregfy.

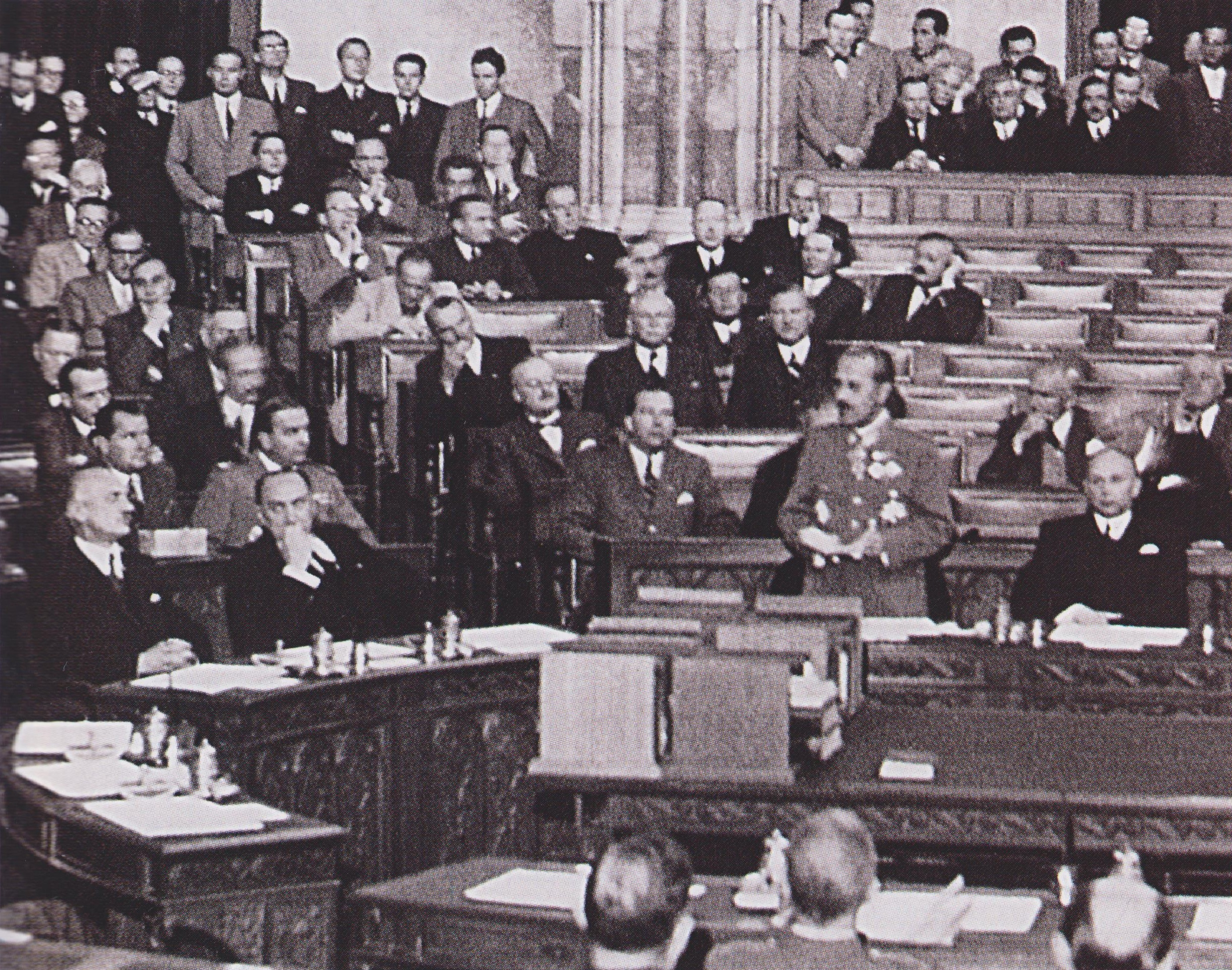
Amtseinführung der Regierung Lakatos im Parlament am 21. September 1944

In Budapest eingetroffen, unterrichtete ihn Horthy, dass er zum Ministerpräsidenten ernannt werden solle. Am 29. August 1944 wurde die Regierung von Döme Sztójay gestürzt und Lakatos mit der Regierungsbildung beauftragt. Ferner erhielt er die Aufgabe, Ungarn im Zuge eines geheimen Waffenstillstandes mit den Westalliierten aus dem Krieg ausscheiden zu lassen. Das Vorhaben scheiterte, da die Westalliierten ihn an die Sowjetunion verwiesen. Lakatos’ Militärregierung stoppte die Deportation der ungarischen Juden. Um Lakatos zu stürzen, entführte das deutsche Kommandounternehmen „Panzerfaust“ unter Führung von Otto Skorzeny am 15. Oktober 1944 Miklós Horthy Jr. (1907–1993), den Sohn des Reichsverwesers. Daraufhin proklamierte Horthy über den Rundfunk, er habe für Ungarn um Waffenstillstand gebeten. Die Pfeilkreuzler setzten Horthy am selben Tag ab und installierten eine faschistische Regierung unter Ferenc Szálasi. Lakatos musste gleichentags zurücktreten und wurde von den Pfeilkreuzlern in Sopron vom 21. Oktober 1944 bis 1. April 1945 unter Hausarrest gestellt.

### Nachkriegsjahre
Anschließend befand er sich vom 1. April 1945 bis 29. Januar 1946 in sowjetischer Internierung. 1951 wurde er in seiner Heimat, als Teil weiterer Restriktion gegen seine Person, von der Stadt auf das Land umgesiedelt, wo der einstige Generaloberst seinen Lebensunterhalt selbst bestreiten musste. Nach der Rücknahme des „Umsiedlungsprogramms“ unter Imre Nagy zog Lakatos zunächst nach Érd, dann nach Budapest. Seine Tochter war in der Zwischenzeit nach Australien ausgewandert. 1965 wurde Lakatos gestattet, sie zu besuchen; er kehrte jedoch nie mehr nach Ungarn zurück und verstarb in Adelaide am 21. Mai 1967 an einer Gehirnblutung.

## Auszeichnungen

### Nationale Auszeichnungen
- Vitézi Rend
- Ungarischer Verdienstorden
  - Großkreuz am Militärband mit Schwertern[9]
  - Kommandeurskreuz mit Stern[9]
  - Offizierskreuz[9]
- Orden der Eisernen Krone mit Kriegsdekoration und Schwertern[9]
- Militärverdienstkreuz III. Klasse mit Schwertern[9]
- Ungarische Weltkriegs-Erinnerungsmedaille mit Schwertern[10]
- Verwundetenmedaille mit einem Streifen (einmalige Verwundung)[10]
- Feuerkreuz für Frontkämpfer mit Kranz[10]
- Karl-Truppenkreuz[10]
- Signum Laudis
  - Silberne Militärverdienstmedaille am Band des Militärverdienstkreuzes mit Schwertern (zweimalige Verleihung)[9]
  - Bronzene Militärverdienstmedaille am Band des Militärverdienstkreuzes mit Schwertern[9]
  - Ungarische Bronzene Medaille mit der Heiligen Krone am Kriegsband mit Schwertern[10]
- Militär-Offiziersdienstzeichen III. und II. Klasse[10]
- Erinnerungskreuz 1912/13[10]
- Erinnerungsmedaille an die Befreiung Siebenbürgens[10]
- Erinnerungsmedaille an die Rückgewinnung Südungarns[10]
- Kreuz für nationale Verteidigung[10]
- Große Goldene Medaille mit der Heiligen Krone am Militärband mit Schwertern[9]

### Ausländische Auszeichnungen
- Eisernes Kreuz II. und I. Klasse (1914)[10]
  - Wiederholungsspange 1939 II. und I. Klasse (1939)[10]
- Ritterkreuz des Eisernen Kreuzes[10]
- Österreichischer Verdienstorden, Offizierskreuz[10]
- Österreichische Kriegserinnerungsmedaille[10]
- Kriegserinnerungsmedaille 1915/1918[10]
- Ehrenkreuz für Frontkämpfer[10]
- Maria-Kreuz des Deutschen Ritterordens[10]